# Свободное (Чечня)
Свобо́дное (чечен. Свободни) — село в Наурском районе Чеченской Республики. Входит в Алпатовское сельское поселение.

## География
Расположено к северо-западу от районного центра станицы Наурской.
Ближайшие населённые пункты: на северо-востоке — хутор Капустино, на юге — село Алпатово, на юго-востоке — село Чернокозово, станицы Наурская и Мекенская, хутор Мирный, на востоке — хутор Клинков, на юго-западе — село Рубежное, на северо-западе — село Дальнее.
В нескольких километрах к северо-востоку от села находится озеро Капустино, являющееся гидрологическим памятником природы регионального значения.

## История
В 1977 году Указом Президиума ВС РСФСР посёлок отделения № 3 винсовхоза Наурский был переименован в село Свободное.
Село Свободное находилось на самом северо-востоке территории Алпатовского сельского поселения. В октябре 2019 года земли Алпатовского сельского поселения вокруг села Свободное были переданы в Чернокозовское сельское поселение, однако само село, оказавшись за границами территории Алпатовского СП, осталось в составе муниципалитета. Земельные участки вокруг Свободного находятся в пользовании ГУП «Госхоз «Терский» из села Чернокозово.

## Население
| 1990 | 2002 | 2010 | 2021 |
| ---- | ---- | ---- | ---- |
| 223  | ↗262 | ↘244 | ↗327 |

По данным переписи 2002 года, в селе проживало 262 человека (121 мужчина и 141 женщина), 100 % населения составляли чеченцы.
Национальный состав населения станицы по данным Всероссийской переписи населения 2010 года:
| Народ      | Численность, чел. | Доля от всего населения, % |
| ---------- | ----------------- | -------------------------- |
| чеченцы    | 242               | 99,18 %                    |
| русские    | 1                 | 0,41 %                     |
| не указали | 1                 | 0,41 %                     |
| всего      | 244               | 100,00 %                   |

## Образование
- Свободненская муниципальная начальная общеобразовательная школа[16].